# Mar Lodj
Mar Lodj (parfois Mar Lothie, plus rarement Mar Lyotch, Mar Loytch, Mar Lotche) est un village, de l'île de Mar, située dans le Sine-Saloum au Sénégal à proximité de Ndangane — où se trouve l'embarcadère — et à une quarantaine de kilomètres de Joal-Fadiouth.

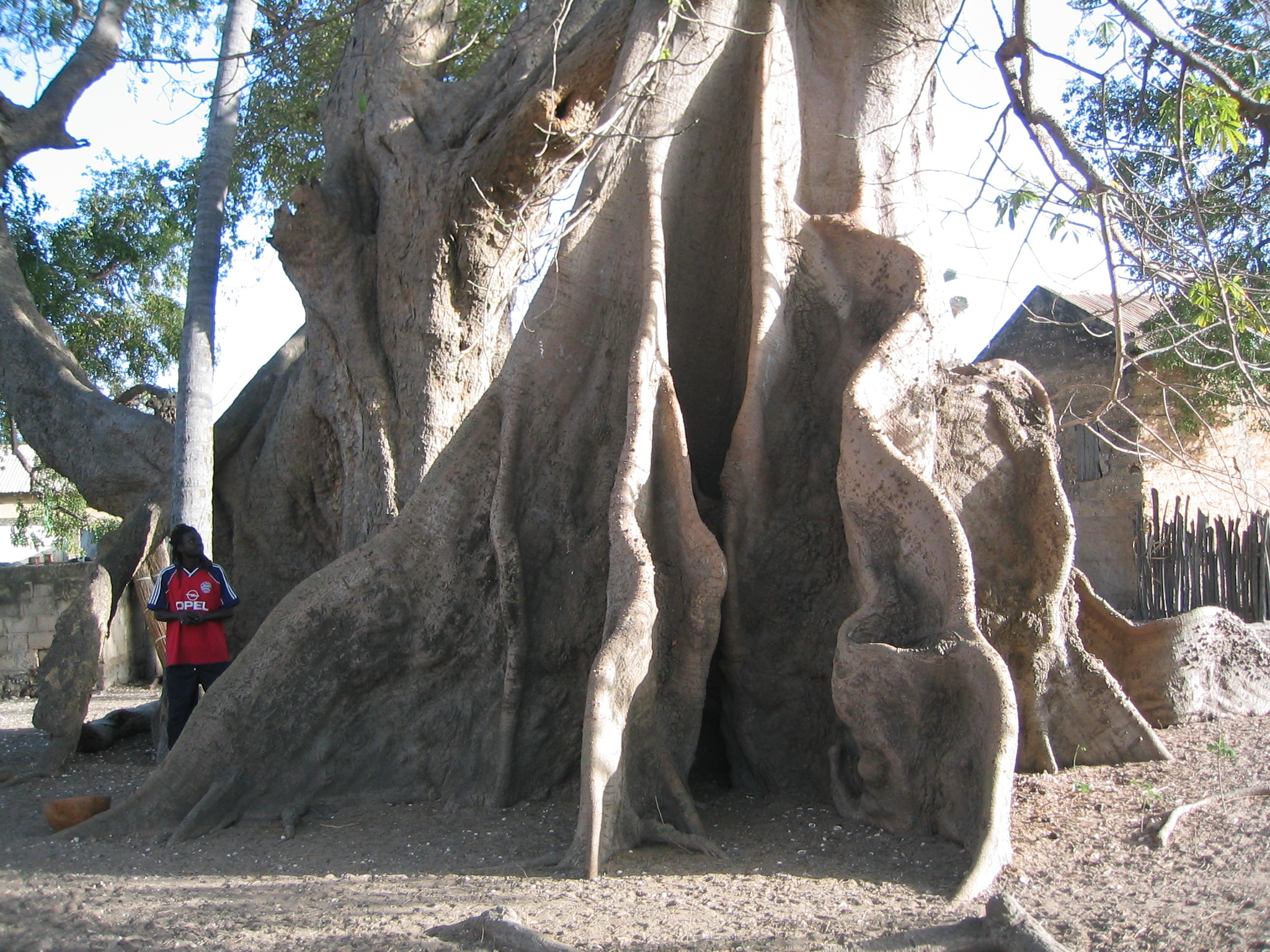
Les trois arbres sacrés entrelacés

L'ile de Mar qui est composé de 3 villes, Mar lothie, Mar Fafaco et Mar Soulou.

## Administration
L'île est rattachée à la région de Fatick. Les villages font partie de la communauté rurale de Fimela.

## Géographie

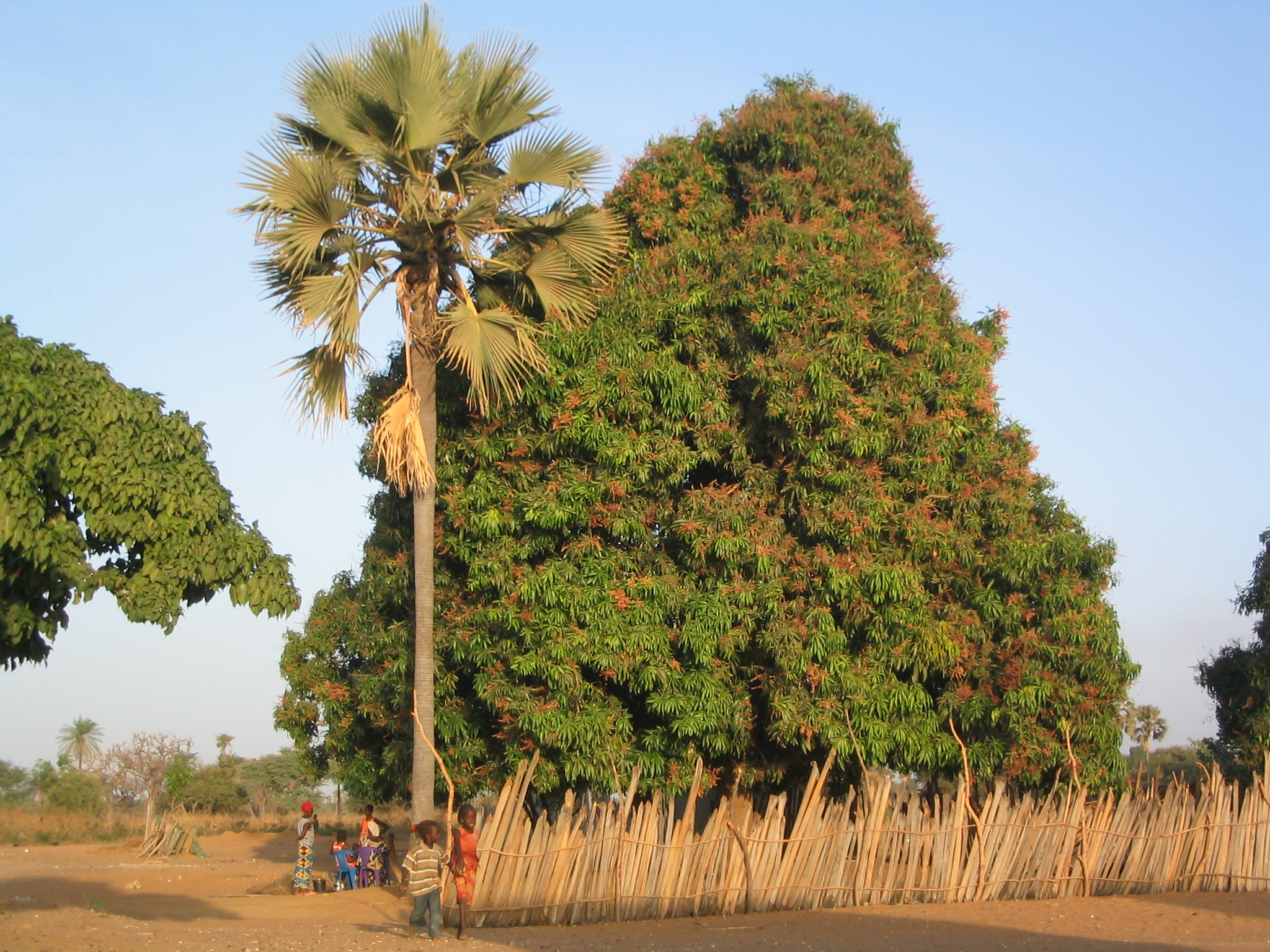
Rônier et manguier aux abords du village

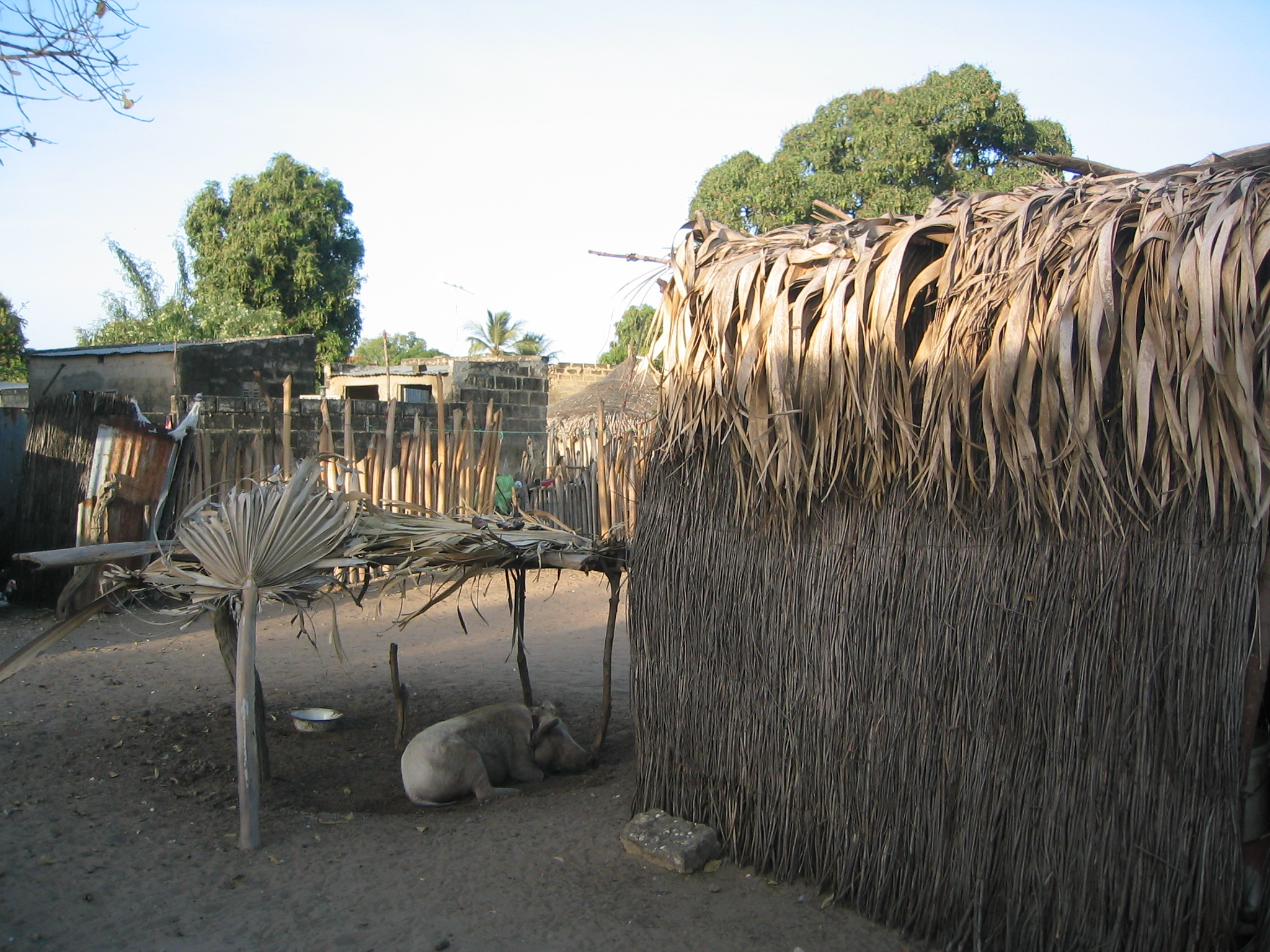
Présence du cochon

### Flore
Le paysage est celui de la savane et des mangroves du delta.
Rôniers, fromagers et manguiers sont bien représentés à Mar Lodj.

### Population
Environ 5 000 personnes vivent sur l'île.
On y dénombre quatre villages qui vivent un peu à l'écart des migrations touristiques, même si quelques habitants sont impliqués ici ou là.
Deux d'entre eux sont assez importants : Mar-Fafako et Mar-Lothie (2 000 habitants environ chacun), alors que Mar-Soulou et le hameau de pêcheurs Wandié ne comptent respectivement que 500 et 200 habitants.
Près de l'église, un imposant fromager, un rônier et un caïlcedrat (Khaya senegalensis) entremêlent leurs troncs, symbole de l'entente entre les trois religions pratiquées sur l'île : l'islam, le christianisme et l'animisme, même si les musulmans sunnites sont nettement majoritaires.
Au pied de ces arbres des sacrifices sont régulièrement pratiqués : des poulets ou des chèvres sont égorgés, du lait caillé ou du vin de palme sont offerts aux esprits. Seules trois femmes — une de chaque religion — ont le droit de procéder à ces rituels.

## Infrastructures et activités

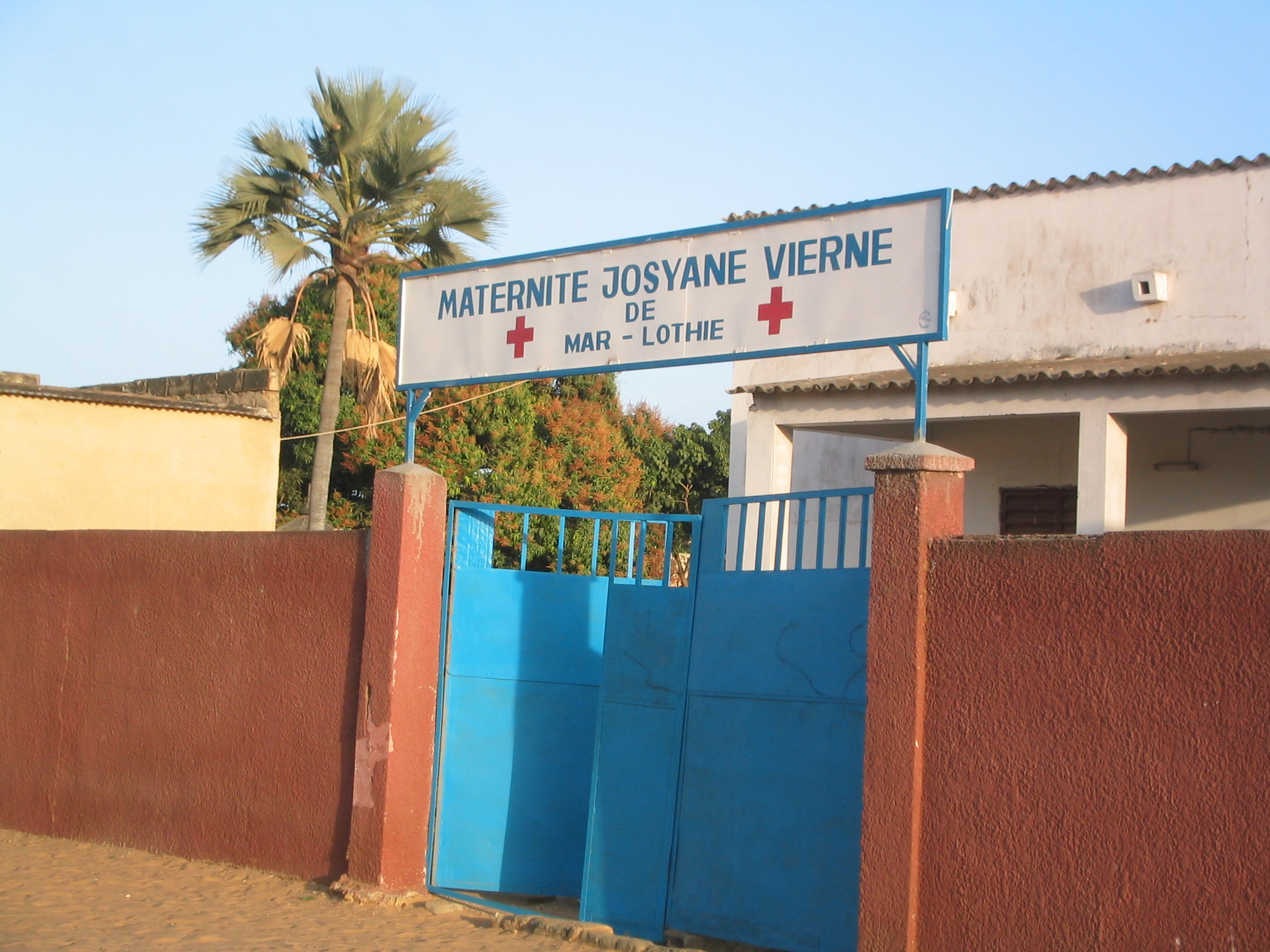
La maternité

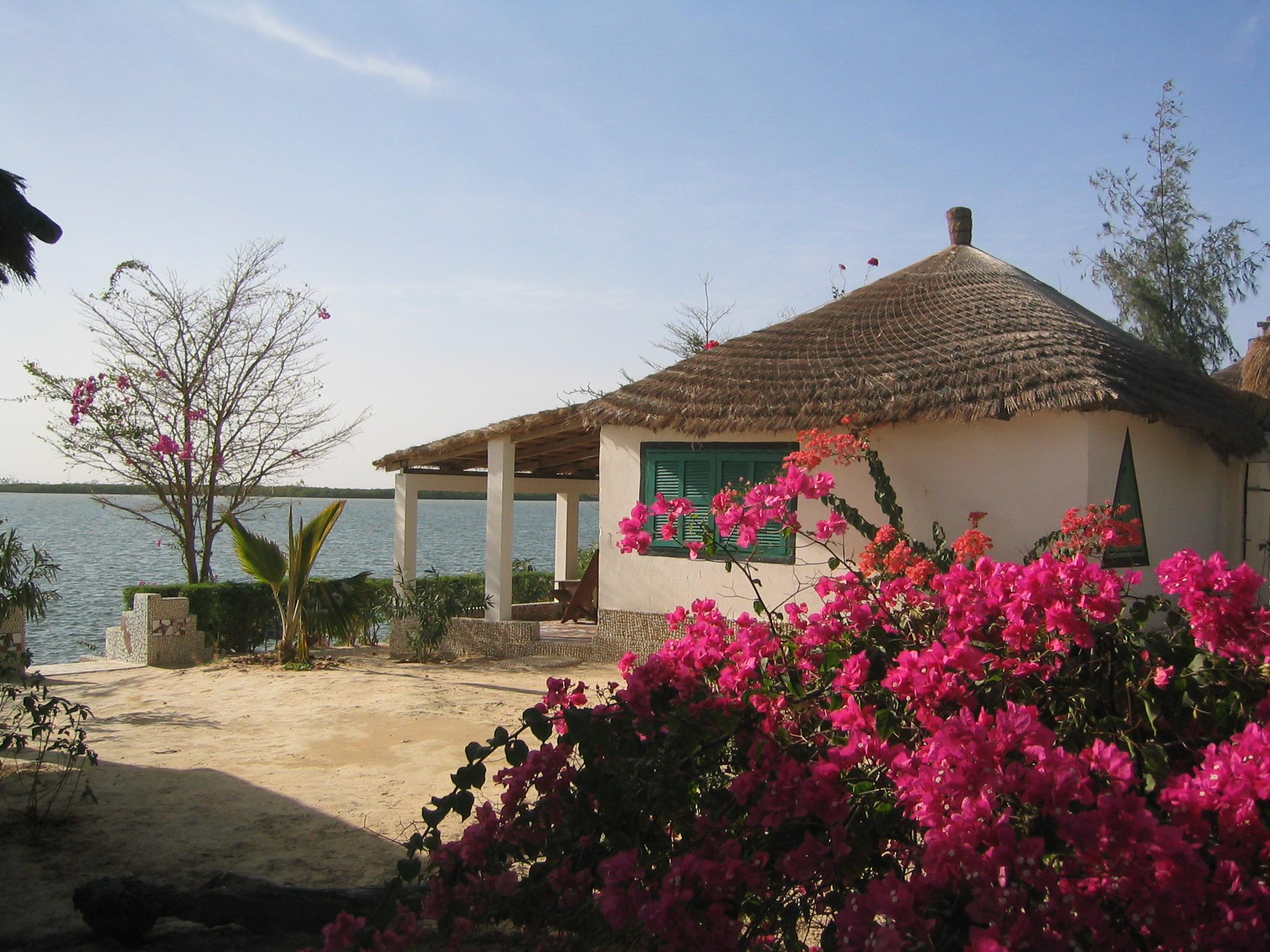
Bungalow dans un campement

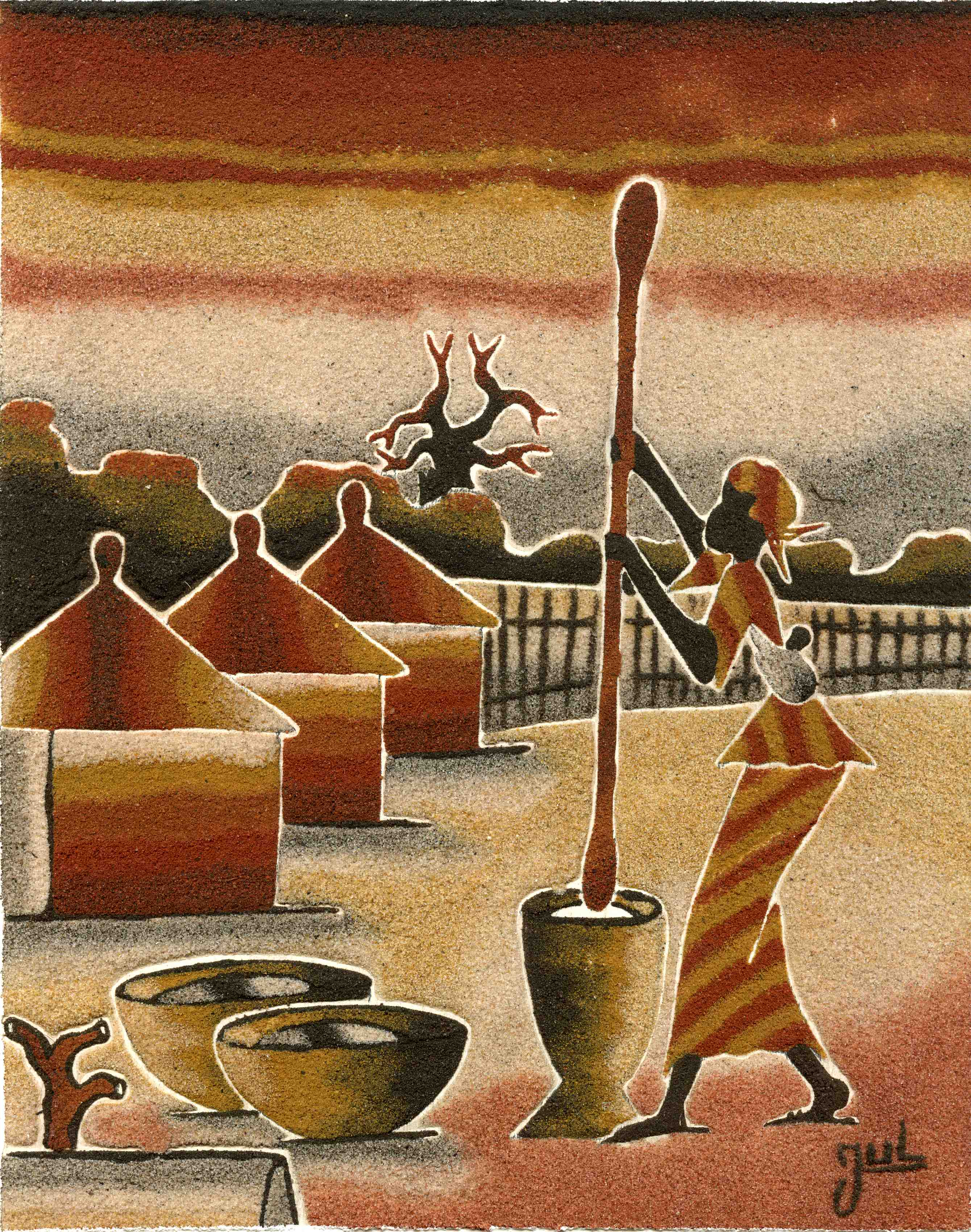
Tableau de sable réalisé par un artiste local

L'île dispose de deux postes de santé et deux maternités (dont la Maternité Josyane Vierne à Mar-Lothie), de quatre écoles dont trois publiques, d'une maternelle catholique privée ainsi qu'une maternelle publique construite par l'Association Mar-Lodj. 
Les structures du Collège d'Enseignement Moyen de Mar-Soulou accueillent des élèves du Secondaire.
On y trouve une église ronde abritant une Vierge noire, ainsi qu'une fresque réalisée par un artiste local. Le dimanche on y célèbre une messe au tam-tam.
Mar Lodj possède également une mosquée.
L'économie locale est précaire. Le riz, le mil, l'arachide, la pastèque et certains légumes y sont cultivés et l'on y pratique aussi un peu d'élevage (vaches, cochons, chèvres, poulets...).
Le Comité de Jumelage de Courtonne-les-Deux-Églises a apporté ces dernières années du matériel agricole afin d'augmenter leurs productions. Le Comité de Jumelage a formé du personnel sur place afin de mieux s'organiser, et aussi, pour permettre de gérer le nouveau maraîcher.
Comme dans le reste de la région, la pêche est une source de ressources et, compte tenu du cadre exceptionnel, beaucoup d'espoirs reposent sur le développement du tourisme (hébergement et vente d'artisanat local).
Des chambres d'hôte et plusieurs campements de style local accueillent les visiteurs qui viennent s'y reposer ou entreprendre des promenades en pirogue et des excursions de pêche ou d'observation des oiseaux (Île des Oiseaux en particulier).
Outre la pirogue, le moyen de transport habituel est la charrette.
Des artistes locaux réalisent des tableaux de sable — une spécialité africaine — en utilisant différents matériaux naturels pour obtenir les nuances souhaitées. C'est ainsi qu'en 2006 Emé Dogue , un enfant du pays, a présenté ses réalisations en France, à Cugnaux.

## Jumelages et coopérations
- Villeneuve-lès-Bouloc (France)
- Courtonne-les-Deux-Églises (France)